# Куга, Янис
Я́нис Ку́га (латыш. Jānis Kuga; 12 декабря 1878 — 24 ноября 1969) — латвийский художник и сценограф. Один из создателей латышской профессиональной сценографии.

## Биография
Янис Куга родился 12 декабря 1878 года в Икскюльской волости Рижского уезда Лифляндской губернии, Российской империи (ныне — город Икшкиле в Латвии).
Учился в ремесленном училище Немецкого ремесленного общества, окончил Центральное училище технического рисования барона А. Л. Штиглица в Санкт-Петербурге (1905). В 1906—1907 и 1912—1914 посещал страны Западной Европы, где имел возможность получить дополнительное профессиональное образование.
Работал учителем рисования в разных школах (1908), декоратором Нового рижского театра (1909—1915), Петроградского латышского театра (1915—1918), Латвийской Национальной оперы и Латвийского Национального театра (1918—1921), руководителем мастерской декоративной живописи Латвийской академии художеств (1921—1944), ректором (1934—1940 и 1941—1944) и профессором (с 1928) Латвийской академии художеств.
В 1944 году эмигрировал в Германию, в 1951 году переехал в США, в 1969 году обосновался на постоянное место жительства в Канаде.
Участвовал в работе петербургского латышского художественного кружка «Рукис» (1900—1905), Латышского общества поощрения искусств (1911—1940), художественного объединения «Садарбс» (1928—1938).
Награждён Латвийскими орденами Трёх звёзд III и IV степени (1926 и 1936), Латвийским орденом Крест Признания II степени (1938), Бельгийским орденом Леопольда II (1931), Французским орденом Почётного легиона (1939). Удостоен Гран-при Латвийской художественной выставки 1939 года в Париже за эскизы театральных декораций.
Умер 24 ноября 1969 года в Торонто.

## Творчество
Принимал участие в выставках с 1910 года. Будучи сторонником традиционных художественных форм, тем не менее охотно включал в свои работы этнографические элементы. В декорациях присутствовали мотивы латвийского народного деревянного зодчества, в театральных костюмах использовался стилизованный национальный орнамент.
Наиболее известные театрально-декорационное работы: Новый рижский театр — «Огонь и ночь» Я. Райниса (1911), Латвийская Национальная опера — «Банюта» А. Калниня (1920), «Саломея» Р. Штрауса (1923 и 1936), «Лоэнгрин» Р. Вагнера (1936), Латвийский Национпльный театр — «Играй, танцуй» и «Вей ветерок!» Я. Райниса (1921, 1936), «Блудный сын» и «Дни портных в Силмачах» Р. Блауманиса (1926, 1935).
Я. Куга был художником-оформителем торжественного акта провозглашения независимости Латвийской Республики, который произошёл 18 ноября 1918 года в Риге на сцене Латвийского Национального театра. Работал в области монументальной живописи (роспись Праздничного зала Рижского замка, 1937—1938). Был автором декораций первых латвийских кинолент. В годы эмиграции в Германию оформлял спектакли Эслингенского латышского театра.